# Static Major
Static Major, pseudonimo di Stephen Ellis Garrett (Louisville, 11 novembre 1974 – Louisville, 25 febbraio 2008), è stato un cantante statunitense.
Membro del trio R&B Playa, Static Major ha conquistato notorietà postuma per aver registrato il brano Lollipop insieme a Lil Wayne, che nel 2008 ha ottenuto un enorme successo negli Stati Uniti. 
Static major è stato anche produttore di numerosi artisti. Fra gli altri, con cui ha collaborato si possono citare Aaliyah, Ginuwine e Pretty Ricky. Static Major è scomparso il 25 febbraio 2008 per delle complicazioni a livello cerebrale insorte durante un'operazione dopo essere stato colto da un aneurisma improvviso, pochi giorni prima dell'uscita del singolo Lollipop.

## Discografia

### Album
- Suppertime (mai pubblicato)

### Mixtape
- Suppertime Mixtape : Vol 1 (con Lil Flip) (2004)

### Singoli
- 2006 - Till the Wheels Fall Off
- 2006 - Bus Stop Breezy
- 2007 - Your Valentine
- 2007 - I Got My (Static Major featuring Lil Wayne)
- 2008 - Lollipop (Lil Wayne featuring Static Major)